# RAF-raid op La Caine
De RAF-raid op La Caine was een aanval van de Second Tactical Air Force (2nd TAF) van de Royal Air Force op 10 juni 1944 op het kasteel van La Caine in Normandië tegen het hoofdkwartier van Panzergruppe West, de commando-organisatie voor Duitse pantsertroepen in Frankrijk. Meerdere stafofficieren kwamen om bij de aanval en de commandant van de Panzergruppe, General der Panzertruppe Leo Geyr von Schweppenburg raakte gewond. Het hoofdkwartier werd teruggetrokken naar Parijs, een tegenoffensief dat werd voorbereid tegen het geallieerde bruggenhoofd werd uitgesteld en de commandofuncties van het hoofdkwartier werden overgenomen door het hoofdkwartier van het I SS Pantserkorps. Panzergruppe West bleef tot 26 juni non-operationeel.

## De aanval

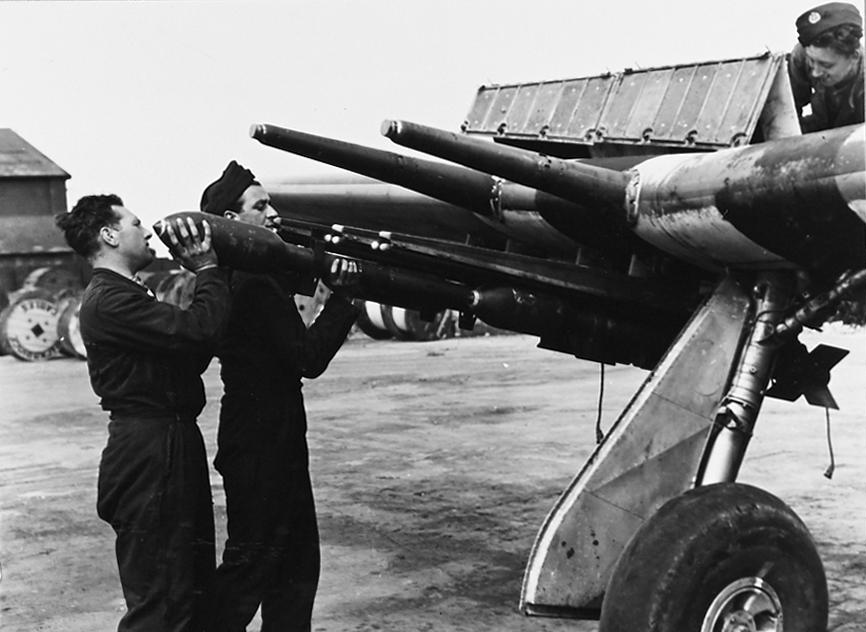
Hawker Typhoon geladen met 60-pdr-raketten

Tijdens de Slag om Normandië werd het hoofdkwartier van Panzergruppe West gevestigd in het kasteel van La Caine. Op 8 juni werd de locatie van het hoofdkwartier door Ultra in Bletchley Park aan de Britse inlichtingendienst bekendgemaakt. Op 10 juni bombardeerden vliegtuigen van de Second Tactical Air Force het dorp. De aanval werd uitgevoerd door 42 Typhoons van 124 Wing, bestaande uit de 181, 182 en 247 Squadrons en 245 Squadron van 121 Wing, die in drie golven aanvielen vanaf lage hoogte en door 61 B-25 Mitchell van 137 en 139 Wings, bestaande uit 226, 98, 180 en 320 (Nederlandse) Squadrons, gooiden 500 pond (230 kg) bommen vanaf 12.000 voet (3700 m).
Het 180 Squadron, onder leiding van Wing Commander Lynn, leidde de formatie, geëscorteerd door vier squadrons Spitfires. Totaal 42 Typhoons namen deel aan de operatie, acht waren gewapend met vier 20 mm kanonnen, terwijl de overige 34 ook bewapend waren met RP-3 raketten. De Typhoons vielen aan in twee golven met een tussenpoos van 30 minuten. De eerste golf van 17 vliegtuigen van 181 en 247 Squadrons lanceerde 136 raketten vanaf 2.000 voet (610 m) op de geparkeerde voertuigen en het kasteel vanaf 21:02. Meteen daarna, vanaf 21:.19 lieten de Mitchells 536 stuks 500-pond bommen nauwkeurig op het doel vallen. De tweede golf Typhoons viel alles aan "wat nog bewoog". De raid was om 21:55 voorbij. Duitse stafofficieren zaten aan het diner, hoorden het luchtalarm, kwamen naar buiten en keken met een verrekijker naar de vliegtuigen terwijl ze aanvielen en achttien van hen werden gedood.

## De nasleep

### Analyse
De aanval vernietigde het enige Duitse hoofdkwartier dat in staat was een groot aantal mobiele eenheden te leiden. De overlevenden werden naar Parijs teruggetrokken en waren pas op 26 juni weer gereed om hun operaties te hervatten. Het Duitse bevel over de sector werd tijdelijk gegeven aan SS-Obergruppenführer Sepp Dietrich en het I SS Pantserkorps. Een gepantserde tegenaanval tegen het geallieerde bruggenhoofd, gepland voor 10 juni, werd 24 uur uitgesteld en vervolgens geannuleerd. De aanstelling van nieuwe staf onder General der Panzertruppe Heinrich Eberbach en de voorbereiding van plannen voor het Duitse gepantserde tegenoffensief werden met drie weken vertraagd. De tegenaanval is zo nooit tot stand gekomen, aangezien de gebeurtenissen de situatie inhaalden. Er werden geen Duitse verdenkingen gewekt over het mogelijk breken van de code door de geallieerden, omdat vóór de aanval een verkenningsvliegtuig was gezien.

### Slachtoffers
Van 18 leden van het hoofdkwartier is bekend dat ze zijn omgekomen bij de raid, waaronder de chef-staf Generalmajor Sigismund-Helmut von Dawans. Daarnaast in ieder geval ook Major i.G. Burgsthaler (Officier Operaties), Major i.G. von Waldow (Operaties Training), Rittmeister Kuhl (Assistent-Inlichtingenofficier). De commandant van de Panzergruppe, General Leo Geyr von Schweppenburg, raakte gewond. Verder meldde het verbindingsbataljon (Pz.Gru.Nachr.Abt. 676) 12 doden, inclusief L.d.N Oberleutnant Fugh. De bewakingscompagnie had drie doden. Hoewel het kasteel niet zwaar beschadigd was, werd de nabijgelegen boomgaard waarin de voertuigen van het hoofdkwartier geparkeerd stonden, grondig gebombardeerd (zeven voertuigen werden totaal vernield) en werd communicatieapparatuur vernield. 
De 2nd TAF leed geen verliezen, alle vliegtuigen keerden terug op hun bases.